# 冰如鏡
冰如鏡（ひょう じょきょう、朝: 빙여경; ピン ヨギョン）は、朝鮮氏族の慶州冰氏の始祖であり、中国明の政治家である。明の文科に及第、憲宗の時、文淵学士となり、礼部侍郎を歴任したが、内閣翰林を務めていた時に使臣として朝鮮へと渡り、そのまま帰化した。世祖は冰如鏡を国賓として礼遇し、慶州府院君に封じて、吏曹参議と同副承旨の官職を下賜した。